# Усадьба М. П. Арбузовой
Усадьба М. П. Арбузовой — усадьба в Москве по адресу улица ул. Знаменка, дом 8/13, строение 2. Объект культурного наследия федерального значения.

## История
Участок на углу Знаменки и современного Староваганьковского переулка, получившийся в результате дробления более крупного участка Левашева, купила в 1828 году купеческая жена М. П. Арбузова, её муж Дмитрий Николаевич был подполковником, кавалером ордена Святого Георгия IV класса. План 1829 года уже изображает на этом месте усадьбу в стиле ампир. П-образный в плане главный дом в два этажа был ориентирован на Знаменку и стоял по её красной линии. Во дворе был разбит сад, вдоль Ваганьковского переулка выстроены одноэтажные усадебные постройки. По обеим сторонам дома была поставлена каменная ограда с воротами. Фасады усадьбы были выполнены в жёлтом цвете, второй, парадный этаж выделялся высокими окнами. Над ними с равными промежутками расположены декоративные элементы: венки с лентами, профилированные полочки над замковым камнем и медальоны с рогами изобилия.
В 1833 году здание в Ваганьковском переулке было надстроено для сдачи в аренду, в результате чего облик имения немного отходит от классического. В 1884 году владение было разделено на два, северная, где ранее располагался сад, была продана потомственной почётной гражданке В. Я. Лепёшкиной и отделена сплошным забором. Архитектор Б. В. Фрейденберг возвёл в этом новом владении двухэтажный дом (№ 10, стр. 1), который в 1930-х годах был надстроен до четырёхэтажного. К моменту смерти Лепёшкиной в 1901 году бывшее владение Арбузовой также было в её собственности. В 1909—1911 годах вплотную к главному дому усадьбы, на углу улицы и переулка возводится шестиэтажный доходный дом Шамшина архитекторами Н. Н. Благовещенским и Ф. О. Шехтелем. В результате из зданий усадьбы до настоящего времени дошёл только главный дом.

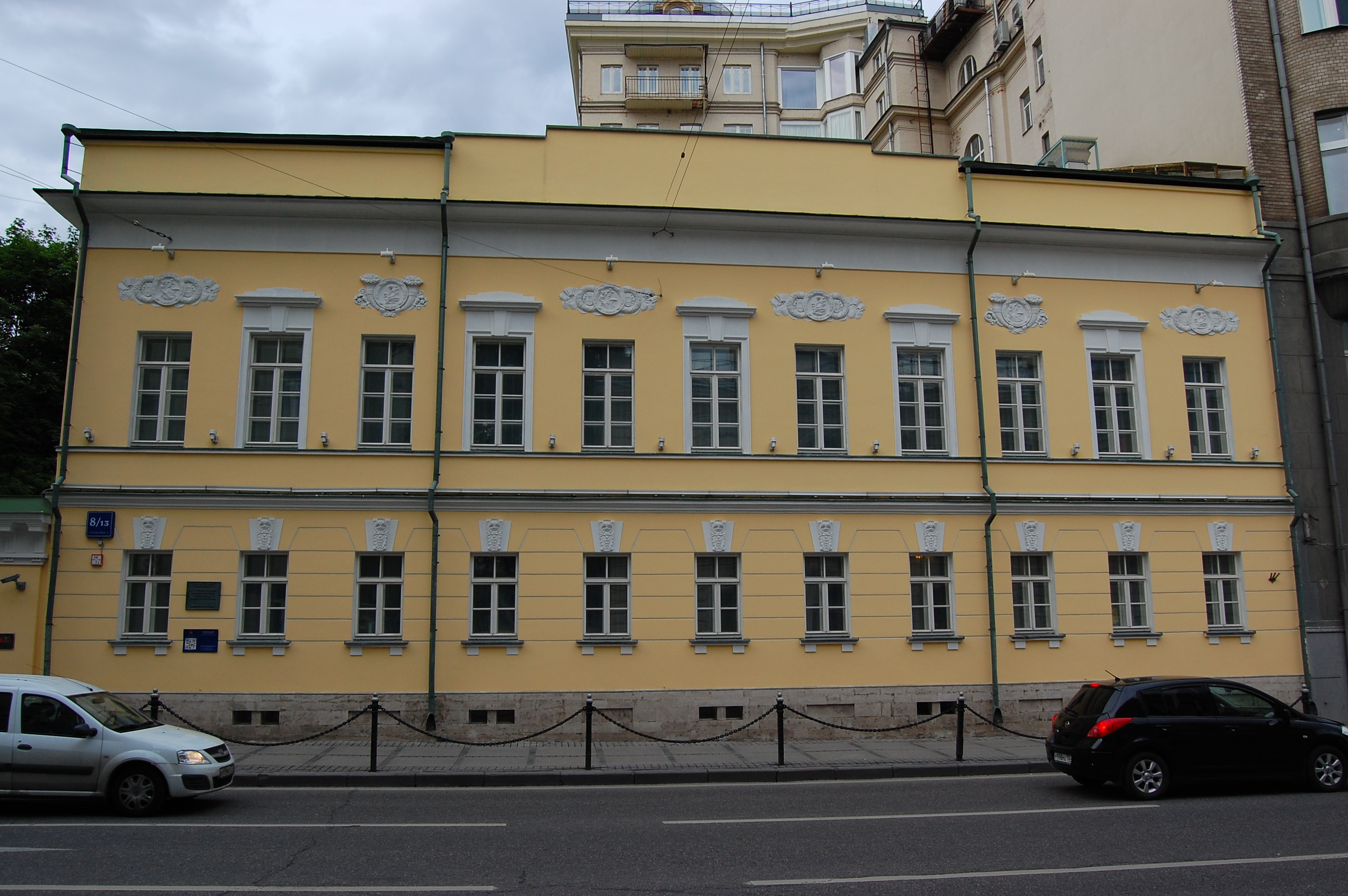
Парадный фасад
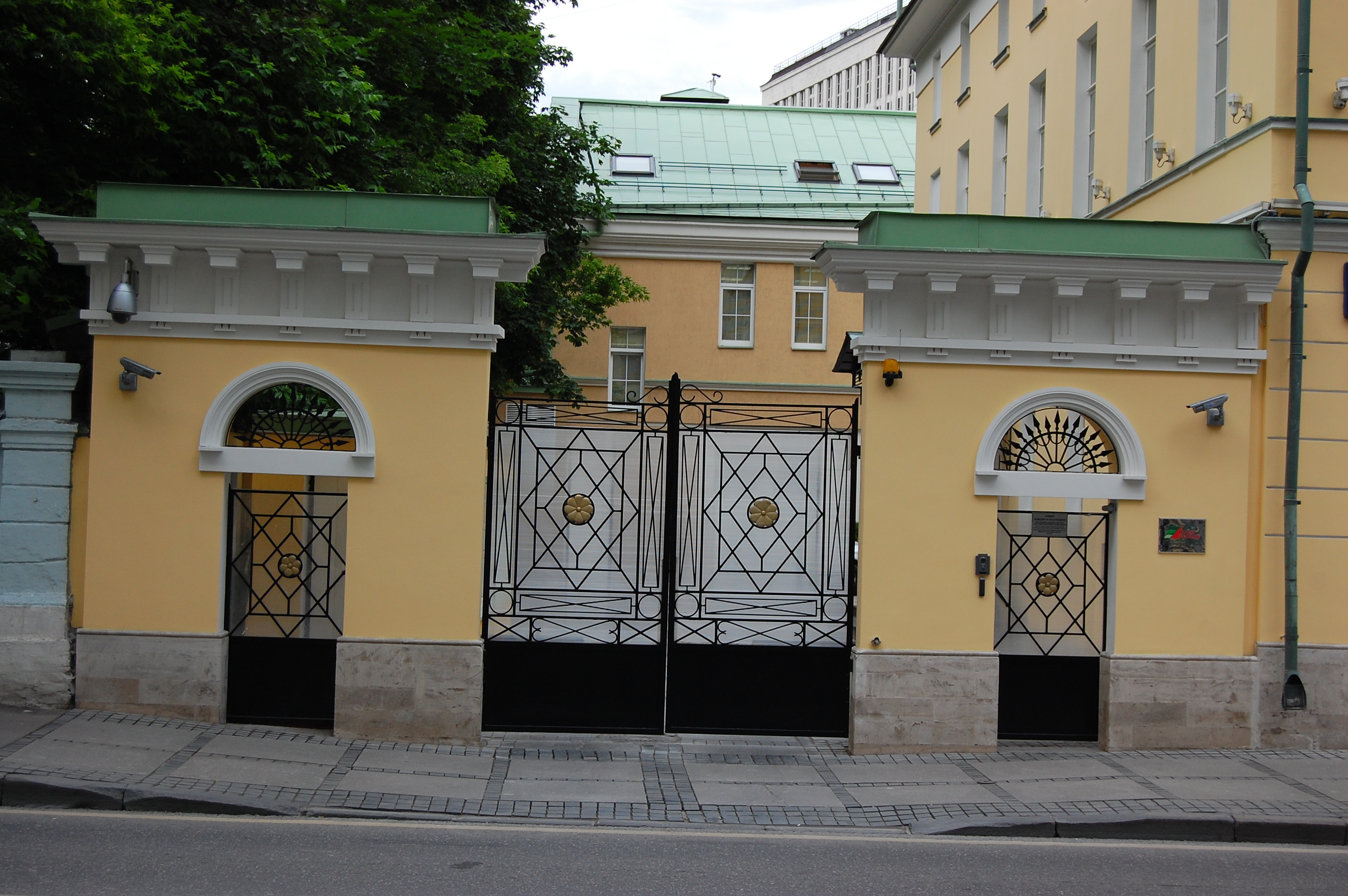
Ворота
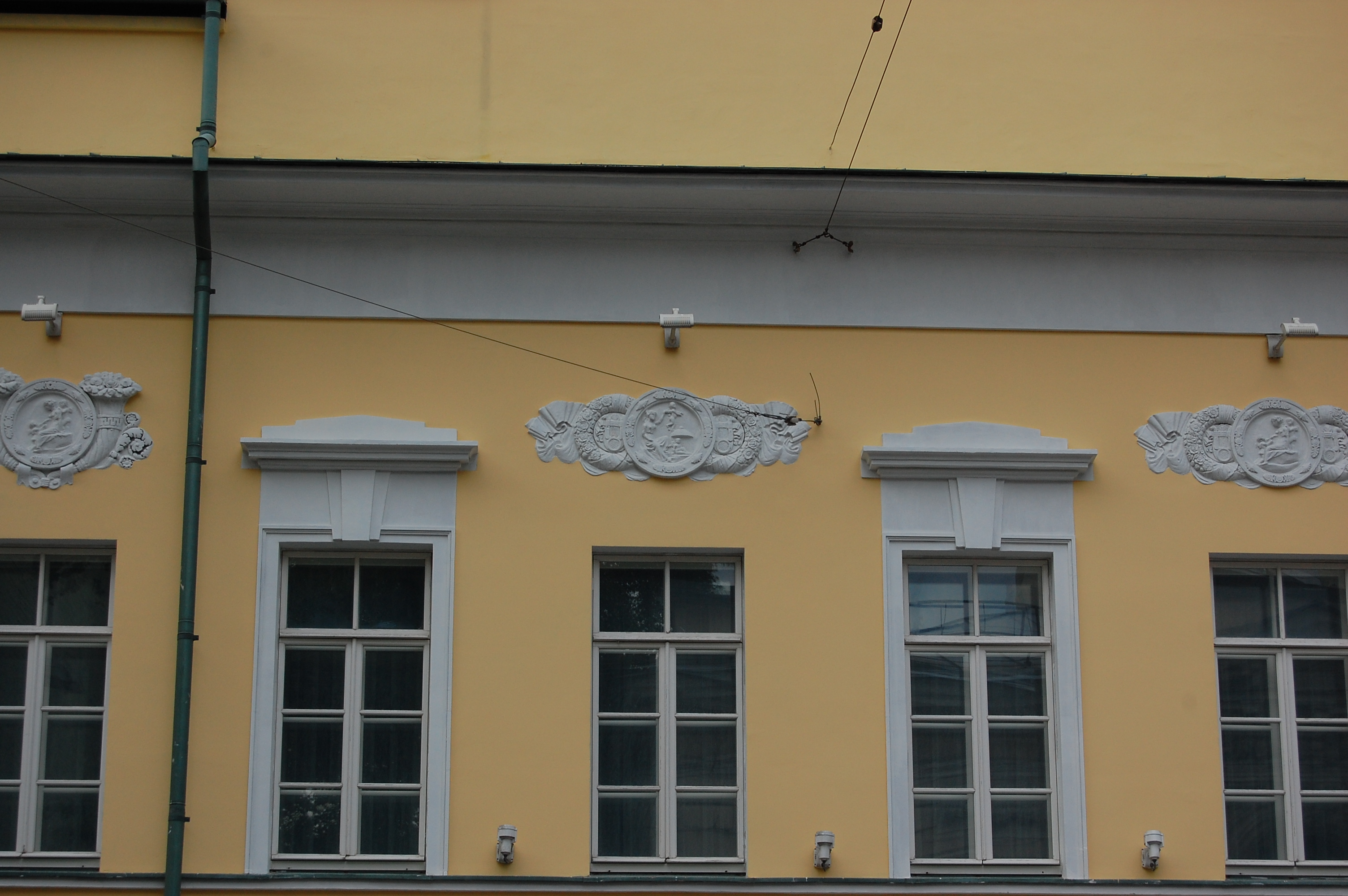
Декор окон второго этажа
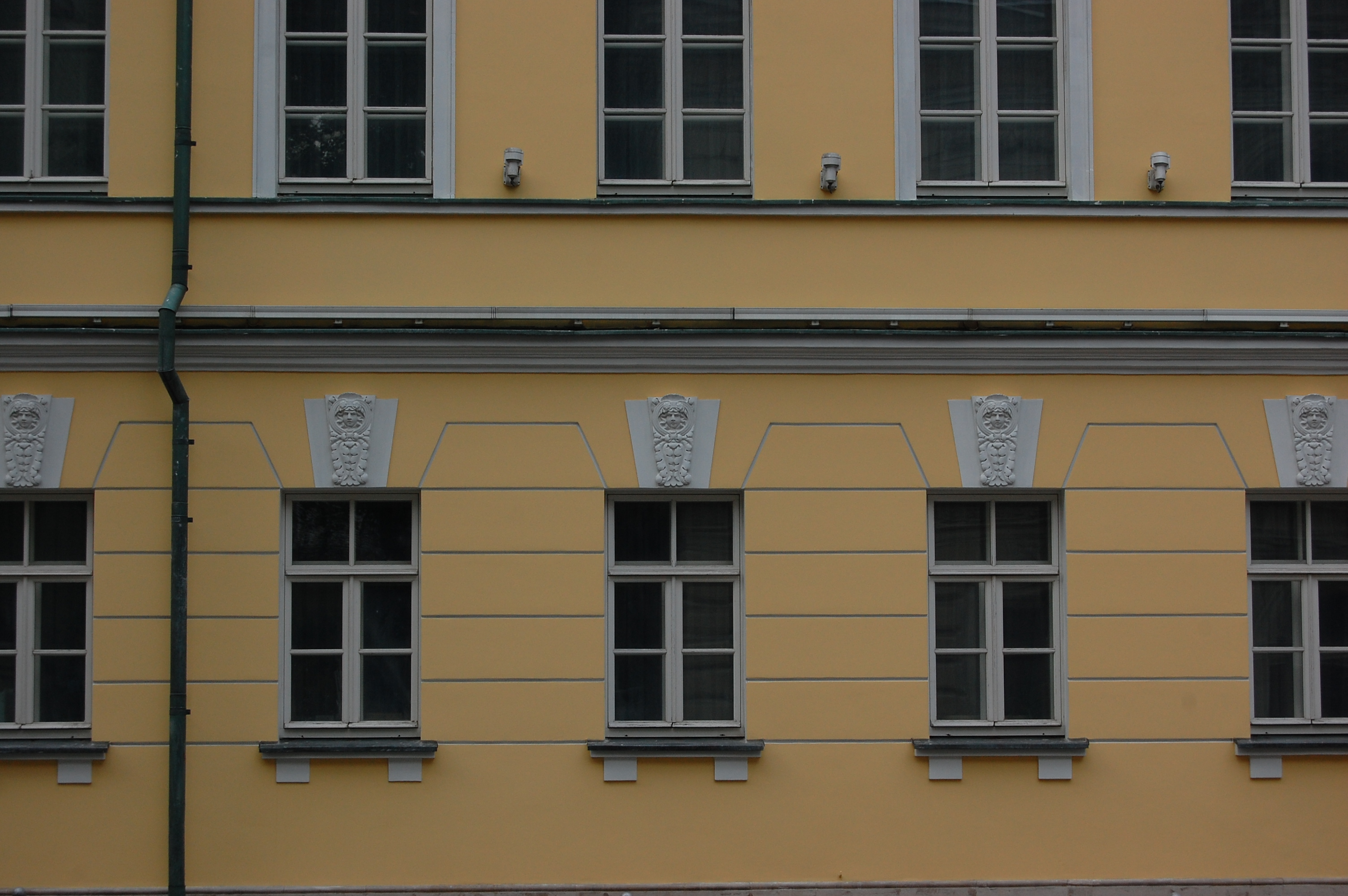
Декор окон первого этажа